# GSC5961-1214
GSC5961-1214 — хімічно пекулярна зоря спектрального класу A5, що має видиму зоряну величину в смузі V приблизно 11,1.

## Пекулярний хімічний вміст
Зоряна атмосфера GSC5961-1214 має підвищений вміст 
Si
.